# 69. Infanterie-Division (Wehrmacht)
Die 69. Infanterie-Division (ID) war ein Großverband des Heeres der deutschen Wehrmacht im Zweiten Weltkrieg.

## Divisionsgeschichte
Einsatzgebiete:
- Westwall in der Eifel Sept. 1939 bis Febr. 1940 (dann verlegt in den Wehrkreis X mit Sitz in Hamburg)
- Norwegen im Bereich Oslo Apr. 1940 bis Nov. 1942
- Ostfront im Bereich vor Leningrad und am Wolchow Nov. 1942 bis Okt. 1943
- Ostfront im Bereich Newel, dann in Livland und Litauen Nov. 1943 bis Okt. 1944
- Ostpreußen in Memel, dann in Nordostpr. und Königsberg Okt. 1944 bis Apr. 1945

### Aufstellung
Die 69. ID wurde am 26. August 1939 im Rahmen der 2. Aufstellungswelle im Wehrkreis VI (Münster) aufgestellt. Die Ausbildung wurde vervollständigt während der Grenzsicherung in der Eifel und zuletzt nach Verlegung in den Wehrkreis X (Hamburg) bis Ende März 1940. 

### Unternehmen Weserübung
Am 9. April 1940 gehörte die 69. Infanterie-Division zu den Verbänden, die von der Kriegsmarine nach Norwegen zur Besetzung des Landes verschifft wurden. Während der Operation Weserübung nahm sie mit Teilen an der Luftlandung auf den Flugplatz Sola bei Stavanger teil. 

### Besatzungstruppe Norwegen
Bis in den November 1942 verblieb die 69. Infanterie-Division dann als Besatzungstruppe in Südnorwegen. Beim Abtransport per Schiff zur Heeresgruppe Nord musste das Grenadier-Regiment 193 als Heerestruppe in Norwegen zurückgelassen werden. Ab Dezember 1942 stand die Division in schweren, wechselvollen Kämpfen im Raum Leningrad/Wolchow. Nach dem Einbruch der Sowjets in den Raum Newel erfolgte die Verlegung an den Südflügel der Heeresgruppe Nord, wo im Nov. und Dez. vergeblich versucht wurde, Newel zurückzuerobern. 

### Panther-Stellung
Ab April 1944 stand die 69. Infanterie-Division. im Mittelabschnitt der HGr. Nord bei Ostrow in der sog. Panther-Stellung, deren Halten die baltischen Gebiete schützen sollte. Die Katastrophe der HGr. Mitte in der Vernichtungsschlacht ab 22. Juni 1944 zwang dann jedoch zur Verlegung der Division zur 3. Panzer-Armee, wo bis Anfang Oktober 1944 eine wenn auch dünn besetzte neue Front in Westlitauen gehalten werden konnte. 

### Memel
Als auch diese durchbrochen wurde, zog sich die 69. Infanterie-Division in die Stadt Memel zurück, die noch bis Ende Januar 1945 in deutscher Hand blieb.

### Ostpreußen
Bereits im Dezember 1944 verlegte die Division erneut, diesmal an die Front im nordöstlichen Ostpreußen bei Deutschlands östlichster Stadt Schirwind.

### Königsberg
Der sowjetische Großangriff auf Ostpreußen ab 13. Januar 1945 drängte die Division dann in schwersten und sehr verlustreichen Kämpfen auf Königsberg zurück, wo sie mit eingeschlossen wurde. Zwar gelang es anderen Einheiten, noch einmal eine Verbindung zwischen der Stadt und dem Samland herzustellen, aber der Sturm der Sowjetarmee auf Königsberg ab 6. April 1945 war nicht mehr aufzuhalten. 

### Kapitulation
Mit der Kapitulation der Reste der deutschen Einheiten unter General Lasch hörte die 69. Infanteriedivision am 10. April 1945 zu bestehen auf und ging in sowjetische Gefangenschaft.

## Personen
| Dienstzeit                             | Dienstgrad             | Name           |
| -------------------------------------- | ---------------------- | -------------- |
| 26. August 1939 bis 29. September 1941 | General der Artillerie | Hermann Tittel |
| 29. September 1941 bis 1. Februar 1944 | Generalleutnant        | Bruno Ortner   |
| 1. Februar 1944 bis 20. Januar 1945    | Generalleutnant        | Siegfried Rein |
| 20. Januar bis 9. Februar 1945         | Oberst                 | Rudolf Grimme  |
| 9. Februar 1945 bis 10. April 1945     | Generalmajor           | Kaspar Völker  |

| Dienstzeit                              | Dienstgrad     | Name              |
| --------------------------------------- | -------------- | ----------------- |
| 26. August 1939 bis 16. Juni 1940       | Major          | Werner Müller     |
| 16. Juni 1940 bis 20. August 1941       | Major          | Helmut Siemoneit  |
| 20. August 1941 bis 1. September 1943   | Major          | Erich Vorwerck    |
| 1. September 1943 bis 10. November 1944 | Oberstleutnant | Eberhard Henrici  |
| 10. November 1944 bis 1945              | Major          | Horst Grüninger   |
| 26. Februar bis April 1945              | Major          | Job von Witzleben |

## Gliederung
| 1939                       | 1942                      | 1943–1945                 |
| -------------------------- | ------------------------- | ------------------------- |
| Infanterie-Regiment 159    | Grenadier-Regiment 159    | Grenadier-Regiment 159    |
| Infanterie-Regiment 193    | Grenadier-Regiment 193    | Grenadier-Regiment 157    |
| Infanterie-Regiment 236    | Grenadier-Regiment 236    | Grenadier-Regiment 236    |
| Aufklärungs-Abteilung 169  | Radfahr-Abteilung 169     | Füsilier-Bataillon 69     |
| Artillerie-Regiment 169    | Artillerie-Regiment 169   | Artillerie-Regiment 169   |
| Pionier-Bataillon 169      |                           |                           |
| Panzerabwehr-Abteilung 169 | Panzerjäger-Abteilung 169 | Panzerjäger-Abteilung 169 |
| --                         | --                        | Feldersatz-Bataillon 169  |
| Nachrichten-Abteilung 169  |                           |                           |
| Versorgungseinheiten 169   |                           |                           |